# Ruisseau Misère
Ruisseau Misère är ett vattendrag i Kanada.   Det ligger i provinsen Québec, i den sydöstra delen av landet, 240 km norr om huvudstaden Ottawa.
I omgivningarna runt Ruisseau Misère växer i huvudsak blandskog. Trakten runt Ruisseau Misère är nära nog obefolkad, med mindre än två invånare per kvadratkilometer.